# Parafia Narodzenia Najświętszej Maryi Panny w Komarnie
Parafia Narodzenia Najświętszej Maryi Panny w Komarnie − parafia rzymskokatolicka znajdująca się w archidiecezji lwowskiej w dekanacie Gródek. Parafia nie posiada własnego proboszcza i jest administrowana dojazdowo przez proboszcza z parafii Gródek. Parafia od 1996 roku korzysta z kaplicy cmentarnej, ponieważ kościół jest zajęty przez grekokatolików.

## Historia
W 1473 roku w Komarnie staraniem wojewody Stanisława Chodeckiego zbudowano drewniany kościół i erygowano parafię. W 1643 roku podjęto decyzję o budowie murowanego kościoła, według projektu arch. Wojciecha Kapinosa. W latach 1856–1658 zbudowano kościół z fundacji Mikołaja Ostroróga. 8 października 1658 roku abp Jan Tarnowski konsekrował nowy kościół. W 1688 roku powstała prepozytura. W 1774 roku kościół został zniszczony podczas pożaru. W latach 1774–1794 kościół wyremontowano, a w 1767 roku poświęcono. Ok. 1912 roku na miejscowym cmentarzu zbudowano murowaną kaplicę mszalną w stylu gotyckim. W latach 30. XX wieku kościół odnowiono. W 1946 roku.
W 1938 roku na terenie parafii było 7144 wiernych, 11 478 grekokatolików, 2260 Żydów. Do parafii należały miejscowości: Komarno, Andrianów z kościołem filialnym, Brzeziec, Buczały, Burcze (Kosowiec), Chłopy, Czułowice, Jakimczyce (Klicko), Katarynice (Horbula i Litewka), Kołodruby, Łowczyce, Podzwierzyniec, Porzecze (Piaski), Powerchów, Tatarynów, Zaszkowice.
W lipcu 1946 roku ks. Marian Czech i ks. Franciszek Wołczański wyjeżdżając do Polski, zabrali cudowny obraz Matki Bożej Różańcowej, który ostatecznie trafił do parafii Nowolesie na Śląsku.
Władze sowieckie zamieniły kościół na magazyn. W 1992 roku Rzymsko-katolicy rozpoczęli odprawianie mszy świętych w opuszczonym kościele.  12 lutego 1993 roku nowy proboszcz greckokatolicki o. Iwan Kuźmycz siłą zajął kościół i zamienił na cerkiew greckokatolicką. Od tego czasu Rzymsko-katolicy odprawiali msze święte na schodach kościoła. 15 czerwca 1996 roku ks. Jan Furgała został pobity przez grekokatolików i od tego czasu Rzymsko-katolicy odprawiają msze święte w kaplicy cmentarnej. Wszelkie starania o zwrot kościoła, czy o prawo współużytkowania nadal pozostają bez rezultatu.
Proboszczowie parafii:
?–1843. ks. Michał Kucharski.
1843–1877. ks. Jan Wąsowski.
1877–1892. ks. Adam Okmiński.
1892–1926. ks. Władysław Frydel.
1926–1946. ks. Marian Czech.